# Spelmark

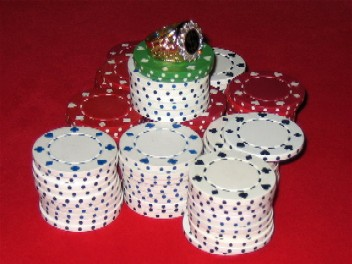
Pokermarker

Spelmarker, jetonger eller chips är föremål som används vid hasardspel som ersättning för kontanter, samt som insats vid kortspel som till exempel poker. Kasinon använder spelmarker då spelaren förlorar kopplingen till pengar och spelar mer.[källa behövs] Markerna var oftast tillverkade av trä eller papper, vilket gjorde det lätt för fuskare att smyga med sig några extra marker till spelet. För att slippa problemet började kasinona designa sina egna marker.
De marker som används i poker har ett förbestämt värde. Oftast är det smidigast att använda två eller tre olika valörer, till exempel i förhållandet 1:5 (eller 1:5:10). Marker av olika valör skiljer sig då åt genom att de har olika färg och/eller att värdet står tryckt på dem. I samband med inköpet växlar man sina pengar till marker, och när man lämnar partiet växlar man tillbaka sitt markerkapital till pengar. I privata partier spelar man ibland med pengar direkt.
Idag finns det flera olika typer av marker på marknaden. Dessa har olika egenskaper och priser. Enkelt sett kan man säga att tyngre marker kostar mer. Marker av plast är billigast. Pokermarker har ett metallinlägg som gör dem tyngre. Ytan är dessutom hårdare och tåligare. Pokermarker av keramik är proffsmarker som används på kasinon och större pokertävlingar.